# Pavol Hammel
Pavol Hammel (ur. 7 grudnia 1948 w Bratysławie) – słowacki wokalista i kompozytor; założyciel grupy Prúdy.
Należy do założycieli współczesnego rocka na gruncie słowackim.
W 1972 roku ukończył studia na Wydziale Prawniczym Uniwersytetu Komeńskiego.